# 91e bataillon de tirailleurs sénégalais
Le 91e Bataillon de Tirailleurs Sénégalais (ou 91e BTS) est un bataillon français des troupes coloniales.

## Création et différentes dénominations
- 28/06/1918 : Le bataillon fournit des renforts au 105e BTS
- 28/09/1918 : Le bataillon fournit des hommes pour la formation du 131e BTS
- 16/11/1918 : Le bataillon fournit des hommes pour la formation du 136e BTS

### Sources et bibliographie
Mémoire des Hommes